# پیرعلی جامی
پیرعلی جامی خوشنویس نامدار قلم نستعلیق در سده دهم هجری، دوره صفوی است. از زندگانی او آگاهی چندانی در دست نیست. سال زادن و جای زادن او را نیز نمی‌دانیم. قاضی احمد قمی نام وی را «میرعلی جامی» نوشته‌است. او یکی از پنج شاگرد سلطان‌علی مشهدی بود. برخی وی را فرزند عبدالرحمان جامی دانسته‌اند. خود او هم در پایان نسخه دیوان عبدالرحمان جامی، شاعر نامدار ایرانی (درگذشته ۸۷۱ خورشیدی – ۸۹۸ ق)، خود را «ابن عبدالرحمان جامی» خوانده‌است. البته هیچ‌یک از مورخان از فرزندی به این نام از جامی یاد نکرده‌اند. بیانی بر این باور است که ممکن است پیرعلی فرزند عبدالرحمان جامی دیگری، هم‌زمان با جامی شاعر و دانشمند مشهور بوده باشد. بررسی زندگانی جامی هم این نظر بیانی را تأیید می‌کند؛ زیرا از چهار تن پسران جامی سه تن در کودکی درگذشته‌اند و چهارمین آنها نیز «خواجه ضیاالدین» نام داشت.
برخی تذکره‌نویسان زندگی پیرعلی جامی و امیر علیشیر نوایی را به هم پیوند داده‌اند؛ البته بیشتر آنها این نظر را رد کرده‌اند. آنها گفته‌اند که آفرینه‌های پیرعلی نزدیک به چهار دهه پس از مرگ نوایی نوشته‌اند؛ در ضمن امیرعلیشیر نوایی در تذکرة مجالس النفائس که نام بیش از ۳۵۰ تن از نامداران دانش و هنر معاصر را ذکر کرده، از پیرعلی جامی نامی نبرده‌است و با توجه به این که نوایی در هرات می‌زیست، هیچ نشانه‌ای از زیستن پیرعلی جامی در هرات در دست نیست. پیرعلی جامی تا ۹۱۲ خورشیدی (۹۴۰ ق) زنده بود. تاریخ دقیق و جای مرگ وی در بن‌مایه‌ها گفته نشده‌است.

## بن‌مایه
- روزنامه ایران، سه‌شنبه، ۲۳ فروردین ۱۳۹۰، سال هفدهم، شماره ۴۷۶۴
- علی‌اکبر ولایتی؛ تقویم تاریخ، فرهنگ و تمدن اسلام و ایران